# Nosopsyllus laeviceps
Nosopsyllus laeviceps är en loppart som först beskrevs av Wagner 1909.  Nosopsyllus laeviceps ingår i släktet Nosopsyllus och familjen fågelloppor.

## Underarter
Arten delas in i följande underarter:
- N. l. laeviceps
- N. l. acer
- N. l. consors
- N. l. ellobii
- N. l. kuzenkovi